# Чемпіонат Європи з легкої атлетики 2014
Чемпіонат Європи з легкої атлетики 2014 був проведений 12-17 серпня в Цюриху на стадіоні «Летцигрунд».
Швейцарія вдруге була господарем європейського легкоатлетичного змагання — у 1954 році турнір відбувся у столиці країни, місті Берні.
На чемпіонаті француз Йоанн Дініз встановив новий світовий рекорд у спортивній ходьбі на 50 кілометрів (3:32.33).

## Розклад змагань
| З | Попередні забіги | К | Кваліфікаційний раунд | ½ | Півфінали | Ф | Фінал |

| Дата →        | 12.08 | 12.08 | 13.08 | 13.08 | 13.08 | 14.08 | 14.08 | 14.08 | 15.08 | 15.08 | 16.08 | 16.08 | 17.08 | 17.08 |
| Дисципліна ↓  | Р     | В     | Р     | В     | В     | Р     | В     | В     | Р     | В     | Р     | В     | Р     | В     |
| ------------- | ----- | ----- | ----- | ----- | ----- | ----- | ----- | ----- | ----- | ----- | ----- | ----- | ----- | ----- |
| 100 м         |       | З     |       | ½     | Ф     |       |       |       |       |       |       |       |       |       |
| 200 м         |       |       |       |       |       | З     | ½     | ½     |       | Ф     |       |       |       |       |
| 400 м         | З     |       |       | ½     | ½     |       |       |       |       | Ф     |       |       |       |       |
| 800 м         |       | З     |       | ½     | ½     |       |       |       |       | Ф     |       |       |       |       |
| 1500 м        |       |       |       |       |       |       |       |       | З     |       |       |       |       | Ф     |
| 5000 м        |       |       |       |       |       |       |       |       | З     |       |       |       |       | Ф     |
| 10000 м       |       |       |       | Ф     | Ф     |       |       |       |       |       |       |       |       |       |
| 110 м з/б     |       |       | З     |       |       |       | ½     | Ф     |       |       |       |       |       |       |
| 400 м з/б     | З     |       |       | ½     | ½     |       |       |       |       | Ф     |       |       |       |       |
| 3000 м з/п    | З     |       |       |       |       |       | Ф     | Ф     |       |       |       |       |       |       |
| 4×100 м       |       |       |       |       |       |       |       |       |       |       |       | К     |       | Ф     |
| 4×400 м       |       |       |       |       |       |       |       |       |       |       |       | К     |       | Ф     |
| Марафон       |       |       |       |       |       |       |       |       |       |       |       |       | Ф     |       |
| Ходьба 20 км  |       |       | Ф     |       |       |       |       |       |       |       |       |       |       |       |
| Ходьба 50 км  |       |       |       |       |       |       |       |       | Ф     |       |       |       |       |       |
| Висота        |       |       | К     |       |       |       |       |       |       | Ф     |       |       |       |       |
| Жердина       |       |       |       |       |       | К     |       |       |       |       |       | Ф     |       |       |
| Довжина       |       |       |       |       |       |       |       |       |       | К     |       |       |       | Ф     |
| Потрійний     | К     |       |       |       |       |       | Ф     | Ф     |       |       |       |       |       |       |
| Ядро          | К     | Ф     |       |       |       |       |       |       |       |       |       |       |       |       |
| Диск          |       | К     |       | Ф     | Ф     |       |       |       |       |       |       |       |       |       |
| Молот         |       |       |       |       |       | К     |       |       |       |       |       | Ф     |       |       |
| Спис          |       |       |       |       |       |       | К     | К     |       |       |       |       |       | Ф     |
| Десятиборство | Ф     | Ф     | Ф     | Ф     | Ф     |       |       |       |       |       |       |       |       |       |

| Дата →       | 12.08 | 12.08 | 13.08 | 13.08 | 13.08 | 14.08 | 14.08 | 15.08 | 15.08 | 16.08 | 16.08 | 17.08 | 17.08 |
| Дисципліна ↓ | Р     | В     | Р     | В     | В     | Р     | В     | Р     | В     | Р     | В     | Р     | В     |
| ------------ | ----- | ----- | ----- | ----- | ----- | ----- | ----- | ----- | ----- | ----- | ----- | ----- | ----- |
| 100 м        | З     |       |       | ½     | Ф     |       |       |       |       |       |       |       |       |
| 200 м        |       |       |       |       |       | З     | ½     |       | Ф     |       |       |       |       |
| 400 м        |       | З     |       | ½     | ½     |       |       |       | Ф     |       |       |       |       |
| 800 м        |       |       | З     |       |       |       | ½     |       |       |       | Ф     |       |       |
| 1500 м       | З     |       |       |       |       |       |       |       | Ф     |       |       |       |       |
| 5000 м       |       |       |       |       |       | З     |       |       |       |       | Ф     |       |       |
| 10000 м      |       | Ф     |       |       |       |       |       |       |       |       |       |       |       |
| 100 м з/б    | З     | ½     |       | Ф     | Ф     |       |       |       |       |       |       |       |       |
| 400 м з/б    |       |       | З     |       |       |       | ½     |       |       |       | Ф     |       |       |
| 3000 м з/п   |       |       |       |       |       |       |       | З     |       |       |       |       | Ф     |
| 4×100 м      |       |       |       |       |       |       |       |       |       |       | К     |       | Ф     |
| 4×400 м      |       |       |       |       |       |       |       |       |       |       | К     |       | Ф     |
| Марафон      |       |       |       |       |       |       |       |       |       | Ф     |       |       |       |
| Ходьба 20 км |       |       |       |       |       | Ф     |       |       |       |       |       |       |       |
| -            |       |       |       |       |       |       |       |       |       |       |       |       |       |
| Висота       |       |       |       |       |       |       |       | К     |       |       |       |       | Ф     |
| Жердина      | К     |       |       |       |       |       | Ф     |       |       |       |       |       |       |
| Довжина      |       | К     |       | Ф     | Ф     |       |       |       |       |       |       |       |       |
| Потрійний    |       |       |       | К     | К     |       |       |       |       |       | Ф     |       |       |
| Ядро         |       |       |       |       |       |       |       | К     |       |       |       |       | Ф     |
| Диск         |       |       |       |       |       |       |       | К     |       |       | Ф     |       |       |
| Молот        |       |       | К     |       |       |       |       |       | Ф     |       |       |       |       |
| Спис         | К     |       |       |       |       |       | Ф     |       |       |       |       |       |       |
| Семиборство  |       |       |       |       |       | Ф     | Ф     | Ф     | Ф     |       |       |       |       |

## Призери

### Чоловіки
| Дисципліни                   | Золото | Золото     | Срібло | Срібло     | Бронза                                                    | Бронза      |
| ---------------------------- | --- | ---------- | --- | ---------- | --------------------------------------------------------- | ----------- |
| 100 метрів                   | Джеймс Дасаолу Велика Британія                                                                                     | 10,06      | Крістоф Леметр Франція                                                                                      | 10,13      | Гаррі Айкінс-Айїтей Велика Британія                       | 10,22       |
| 200 метрів                   | Адам Джемілі Велика Британія                                                                                       | 19,98      | Крістоф Леметр Франція                                                                                      | 20,15      | Сергій Смелик Україна                                     | 20,30 PB    |
| 400 метрів                   | Мартін Руні Велика Британія                                                                                        | 44,71      | Меттью Гадсон-Сміт Велика Британія                                                                          | 44,75 PB   | Дональд Санфорд Ізраїль                                   | 45,27 NR    |
| 800 метрів                   | Адам Кщот Польща                                                                                                   | 1.44,15    | Артур Куцяпський Польща                                                                                     | 1.44,89 PB | Марк Інгліш Ірландія                                      | 1.45,03     |
| 1500 метрів                  | Маєдін Мекіссі-Бенаббад Франція                                                                                    | 3.45,60    | Генрік Інгебрігтсен Норвегія                                                                                | 3.46,10    | Кріс О'Геєр Велика Британія                               | 3.46,18     |
| 5000 метрів                  | Мо Фара Велика Британія                                                                                            | 14.05,82   | Хайле Ібрагімов Азербайджан                                                                                 | 14.08,32   | Енді Вернон Велика Британія                               | 14.09,48    |
| 10000 метрів                 | Мо Фара Велика Британія                                                                                            | 28.08,11   | Енді Вернон Велика Британія                                                                                 | 28.08,66   | Алі Кая Туреччина                                         | 28.08,72 PB |
| 110 метрів з бар'єрами       | Сергій Шубенков Росія                                                                                              | 13,19      | Вільям Шарман Велика Британія                                                                               | 13,27      | Паскаль Мартіно-Лагард Франція                            | 13,29       |
| 400 метрів з бар'єрами       | Карім Гуссейн Швейцарія                                                                                            | 48,96      | Расмус Мягі Естонія                                                                                         | 49,06      | Денис Кудрявцев Росія                                     | 49,16       |
| 3000 метрів з перешкодами[a] | Йоанн Коваль Франція                                                                                               | 8.26,66    | Крістіан Залевський Польща                                                                                  | 8.27,11    | Анхель Муллера Іспанія                                    | 8.29,16     |
| 4×100 метрів                 | Велика Британія Адам Джемілі Річард Кілті Гаррі Айкінс-Айїтей Джеймс Еллінгтон Денієл Телбот (забіг)               | 37,93      | Німеччина Юліан Ройс Свен Кніппгальс Александр Косенков Лукас Якубчик                                       | 38,09      | Франція П'єр Венсан Крістоф Леметр Тедді Тенмар Бен Басса | 38,47       |
| 4×400 метрів[b]              | Велика Британія Мартін Руні Майкл Бінем Конрад Вільямс Меттью Гадсон-Сміт Найджел Лівайн (забіг) Раба Юсіф (забіг) | 2.58,79    | Польща Рафал Омелько Кацпер Козловський Лукаш Кравчук Якуб Кшевіна Михал Петшак (забіг) Анджей Ярос (забіг) | 2.59,85    | Франція Тедді Атен Мамуду Анн Мам-Ібра Анн Томас Жордьє   | 2.59,89     |
|                              | |            | |            |                                                           |             |
| Марафон                      | Даніеле Меуччі Італія                                                                                              | 2:11.08    | Яред Шегумо Польща                                                                                          | 2:12.00    | Олексій Реунков Росія                                     | 2:12.15     |
| Ходьба 20 кілометрів[c]      | Мігель Анхель Лопес Іспанія                                                                                        | 1:19.44    | Денис Стрелков Росія                                                                                        | 1:19.46 PB | Руслан Дмитренко Україна                                  | 1:19.46     |
| Ходьба 50 кілометрів         | Йоанн Дініз Франція                                                                                                | 3:32.33 WR | Матей Тот Словаччина                                                                                        | 3:36.21 NR | Іван Носков Росія                                         | 3:37.41     |
|                              | |            | |            |                                                           |             |
| Стрибки у висоту[d]          | Богдан Бондаренко Україна                                                                                          | 2,35       | Андрій Проценко Україна                                                                                     | 2,33       | Ярослав Баба Чехія                                        | 2,30        |
| Стрибки з жердиною           | Рено Лавіллені Франція                                                                                             | 5,90       | Павел Войцеховський Польща                                                                                  | 5,70       | Ян Кудлічка ЧехіяКевін Менальдо Франція                   | 5,70        |
| Стрибки у довжину            | Грег Резерфорд Велика Британія                                                                                     | 8,29       | Луїс Цатумас Греція                                                                                         | 8,15       | Кафетьєн Гомі Франція                                     | 8,14        |
| Потрійний стрибок[d]         | Бенжамен Кампаоре Франція                                                                                          | 17,46      | Олексій Федоров Росія                                                                                       | 17,04      | Йоанн Раппіньє Франція                                    | 17,01       |
| Штовхання ядра               | Давід Шторль Німеччина                                                                                             | 21,41      | Борха Вівас Іспанія                                                                                         | 20,86      | Томаш Маєвський Польща                                    | 20,83       |
| Метання диска                | Роберт Гартінг Німеччина                                                                                           | 66,07      | Герд Кантер Естонія                                                                                         | 64,75      | Роберт Урбанек Польща                                     | 63,81       |
| Метання молота               | Парш Крістіан Угорщина                                                                                             | 82,69 PB   | Павел Файдек Польща                                                                                         | 82,05      | Сергій Литвинов Росія                                     | 79,35       |
| Метання списа                | Антті Руусканен Фінляндія                                                                                          | 88,01 PB   | Вітеслав Веселий Чехія                                                                                      | 84,79      | Теро Піткямякі Фінляндія                                  | 84,40       |
|                              | |            | |            |                                                           |             |
| Десятиборство                | Андрій Кравченко Білорусь                                                                                          | 8616       | Кевін Маєр Франція                                                                                          | 8521 PB    | Ілля Шкуреньов Росія                                      | 8498 PB     |

a  Француз Маєдін Мекіссі-Бенаббад був першим у чоловічому стипль-чезі з результатом 8.25,63, проте був дискваліфікований по завершенні забігу за те, що, радіючи перемозі, зняв майку на фінішній прямій та пробіг з оголеним торсом по дистанції.
b  У вересні 2017 було повідомлено про дискваліфікацію російського спринтера Максима Дилдіна за порушення антидопінгових правил. Внаслідок дискваліфікації були анульовані всі його результати, показані в період з 5 серпня 2012 по 22 травня 2015. Це призвело, з-поміж іншого, до анулювання срібної медалі російської команди (Максим Дилдін, Павло Івашко, Микита Углов, Володимир Краснов) в естафеті 4×400 метрів на чемпіонаті Європи-2014 з результатом 2.59,38.
c  22 березня 2019 Всеросійська федерація легкої атлетики повідомила про дискваліфікацію на 3 роки російського ходка Олександра Іванова. Рішення було прийнято на підставі відхилень в біологічному паспорті спортсмена, які вказували на застосування допінгу. Всі результати Іванова з 9 липня 2012 по 17 серпня 2014 були анульовані, в тому числі друге місце на чемпіонаті Європи-2014 в ходьбі на 20 км з результатом 1:19.45.
d  Результати Івана Ухова та Люкмана Адамса з Росії були анульовані 1 лютого 2019 рішенням Спортивного арбітражного суду. На підставі матеріалів розслідування та показань Григорія Родченкова був зроблений висновок, що спортсмени вживали допінг. Ухов позбувся бронзової медалі чемпіонату в стрибку у висоту (2,30 м), а Адамс — срібної в потрійному стрибку (17,09 м).

### Жінки
| Дисципліни                | Золото | Золото      | Срібло | Срібло     | Бронза | Бронза      |
| ------------------------- | --- | ----------- | --- | ---------- | --- | ----------- |
| 100 метрів                | Дафне Схіперс Нідерланди                                                                                         | 11,12       | Міріам Сумаре Франція                                                                                        | 11,16      | Ешлі Нельсон Велика Британія                                                                                      | 11,22       |
| 200 метрів                | Дафне Схіперс Нідерланди                                                                                         | 22,03 NR    | Джоді Вільямс Велика Британія                                                                                | 22,46 PB   | Міріам Сумаре Франція                                                                                             | 22,58       |
| 400 метрів                | Лібанія Грено Італія                                                                                             | 51,10       | Ольга Земляк Україна                                                                                         | 51,36      | Індіра Терреро Іспанія                                                                                            | 51,38       |
| 800 метрів                | Марина Арзамасова Білорусь                                                                                       | 1.58,15     | Лінсі Шарп Велика Британія                                                                                   | 1.58,80 PB | Йоанна Юзвік Польща                                                                                               | 1.59,63 PB  |
| 1500 метрів               | Сіфан Гассан Нідерланди                                                                                          | 4.04,18     | Абеба Арегаві Швеція                                                                                         | 4.05,08    | Лора Вейтман Велика Британія                                                                                      | 4.06,32     |
| 5000 метрів               | Мераф Бахта Швеція                                                                                               | 15.31,39    | Сіфан Гассан Нідерланди                                                                                      | 15.31,79   | Сюзан Кейкен Нідерланди                                                                                           | 15.32,82    |
| 10000 метрів              | Джоанн Пейві Велика Британія                                                                                     | 32.22,39    | Клеменс Кальвен Франція                                                                                      | 32.23,58   | Лайла Трабі Франція                                                                                               | 32.26,03 PB |
| 100 метрів з бар'єрами    | Тіффані Портер Велика Британія                                                                                   | 12,76       | Сінді Бійо Франція                                                                                           | 12,79      | Сінді Роледер Німеччина                                                                                           | 12,82 PB    |
| 400 метрів з бар'єрами    | Ейлід Чайлд Велика Британія                                                                                      | 54,48       | Анна Тітімець Україна                                                                                        | 54,56      | Деніза Росолова Чехія                                                                                             | 54,70       |
| 3000 метрів з перешкодами | Антьє Мельднер-Шмідт Німеччина                                                                                   | 9.29,43     | Шарлотта Фугберг Швеція                                                                                      | 9.30,16    | Діана Мартін Іспанія                                                                                              | 9.30,70 PB  |
| 4×100 метрів              | Велика Британія Аша Філіп Ешлі Нельсон Джоді Вільямс Дезіре Генрі Аніка Онуора (забіг)                           | 42,24 NR    | Франція Селін Дістель-Бонне Айоделе Ікюесан Міріам Сумаре Стелла Акакпо                                      | 42,45      | Росія Марина Пантелеєва Наталія Русакова Крістіна Сівкова Єлизавета Савлініс Катерина Вуколова (забіг)            | 43,22       |
| 4×400 метрів              | Франція Марі Гайо Мюріель Юртіс-Уаїрі Агнес Рааролаї Флорія Гей Естелль Перроссьє (забіг) Фара Анашарсіс (забіг) | 3.24,27     | Україна Наталія Пигида Христина Стуй Анна Рижикова Ольга Земляк Дарина Приступа (забіг) Ольга Ляхова (забіг) | 3.24,32    | Велика Британія Ейлід Чайлд Келлі Мессі Шейна Кокс Маргарет Адеоє Емілі Даймонд (забіг) Вікторія Огуруоґу (забіг) | 3.28,44     |
|                           | |             | |            | |             |
| Марафон                   | Крістель Доне Франція                                                                                            | 2:25.14     | Валерія Странео Італія                                                                                       | 2:25.27    | Джессіка Аугусту Португалія                                                                                       | 2:25.41     |
| Ходьба 20 кілометрів      | Ельміра Алембекова Росія                                                                                         | 1:27.56     | Людмила Оляновська Україна                                                                                   | 1:28.07    | Анежка Драготова Чехія                                                                                            | 1:28.08 NR  |
|                           | |             | |            | |             |
| Стрибки у висоту          | Рут Бейтья Іспанія                                                                                               | 2,01        | Марія Кучина Росія                                                                                           | 1,99       | Ана Шимич Хорватія                                                                                                | 1,99 PB     |
| Стрибки з жердиною        | Анжеліка Сидорова Росія                                                                                          | 4,65        | Екатеріні Стефаніді Греція                                                                                   | 4,60       | Ангеліна Жук-Краснова Росія                                                                                       | 4,60        |
| Стрибки у довжину         | Елюаз Лесер Франція                                                                                              | 6,85        | Івана Шпанович Сербія                                                                                        | 6,81       | Дарія Клішина Росія                                                                                               | 6,65        |
| Потрійний стрибок         | Ольга Саладуха Україна                                                                                           | 14,73       | Катерина Конєва Росія                                                                                        | 14,69      | Ірина Гуменюк Росія                                                                                               | 14,46       |
| Штовхання ядра            | Крістіна Шваніц Німеччина                                                                                        | 19,90       | Євгенія Колодко Росія                                                                                        | 19,39      | Аніта Мартон Угорщина                                                                                             | 19,04 NR    |
| Метання диска             | Сандра Перкович Хорватія                                                                                         | 71,08 NR    | Меліна Робер-Мішон Франція                                                                                   | 65,33      | Шаніс Крафт Німеччина                                                                                             | 64,33       |
| Метання молота            | Аніта Влодарчик Польща                                                                                           | 78,76 CR NR | Мартіна Грашнова Словаччина                                                                                  | 74,66      | Йоанна Фьодоров Польща                                                                                            | 73,67       |
| Метання списа             | Барбора Шпотакова Чехія                                                                                          | 64,41       | Татьяна Єлача Сербія                                                                                         | 64,21 NR   | Лінда Шталь Німеччина                                                                                             | 63,91       |
|                           | |             | |            | |             |
| Семиборство               | Антуанетт Нана Джиму Франція                                                                                     | 6551        | Надіне Брурсен Нідерланди                                                                                    | 6498       | Нафіссату Тіам Бельгія                                                                                            | 6423        |

## Медальний залік
| Місце                | Країна               | Золото | Срібло | Бронза | Загалом |
| -------------------- | -------------------- | ------ | ------ | ------ | ------- |
| 1                    | Велика Британія      | 12     | 5      | 6      | 23      |
| 2                    | Франція              | 9      | 8      | 8      | 25      |
| 3                    | Німеччина            | 4      | 1      | 3      | 8       |
| 4                    | Росія                | 3      | 5      | 9      | 17      |
| 5                    | Нідерланди           | 3      | 2      | 1      | 6       |
| 6                    | Польща               | 2      | 6      | 4      | 12      |
| 7                    | Україна              | 2      | 5      | 2      | 9       |
| 8                    | Іспанія              | 2      | 1      | 3      | 6       |
| 9                    | Італія               | 2      | 1      | 0      | 3       |
| 10                   | Білорусь             | 2      | 0      | 0      | 2       |
| 11                   | Швеція               | 1      | 2      | 0      | 3       |
| 12                   | Чехія                | 1      | 1      | 4      | 6       |
| 13                   | Угорщина             | 1      | 0      | 1      | 2       |
| 13                   | Фінляндія            | 1      | 0      | 1      | 2       |
| 13                   | Хорватія             | 1      | 0      | 1      | 2       |
| 16                   | Швейцарія            | 1      | 0      | 0      | 1       |
| 17                   | Греція               | 0      | 2      | 0      | 2       |
| 17                   | Естонія              | 0      | 2      | 0      | 2       |
| 17                   | Сербія               | 0      | 2      | 0      | 2       |
| 17                   | Словаччина           | 0      | 2      | 0      | 2       |
| 21                   | Азербайджан          | 0      | 1      | 0      | 1       |
| 21                   | Норвегія             | 0      | 1      | 0      | 1       |
| 23                   | Ізраїль              | 0      | 0      | 1      | 1       |
| 23                   | Ірландія             | 0      | 0      | 1      | 1       |
| 23                   | Бельгія              | 0      | 0      | 1      | 1       |
| 23                   | Португалія           | 0      | 0      | 1      | 1       |
| 23                   | Туреччина            | 0      | 0      | 1      | 1       |
| Загалом (27 збірних) | Загалом (27 збірних) | 47     | 47     | 48     | 142     |